# Schodno
Schodno (dodatkowa nazwa w j. kaszub. Schódno) – osada kaszubska w Polsce położona w województwie pomorskim, w powiecie kościerskim, w gminie Dziemiany
Osada położona na  obszarze Wdzydzkiego Parku Krajobrazowego, nad południowym brzegiem jeziora Schodno.
W latach 1975–1998 miejscowość administracyjnie należała do województwa gdańskiego.

## Historia
W listopadzie 1906 r. w miejscowej szkole elementarnej (obecnie tzw. Zielona Szkoła) odbył się strajk dzieci przeciwko nauczaniu religii w języku niemieckim. Z uczestników strajku znane są nazwiska następujących dzieci: L. Szyc, A. Kobus, J. Lemańczyk, E. Żabińska, M. Laski. Strajk był elementem znacznie większej akcji biernego oporu wobec pruskich władz szkolnych, która na przełomie 1906 i 1907 r. objęła ponad 460 (!) szkół w prowincji Prusy Zachodnie, czyli przedrozbiorowe Pomorze Gdańskie, Powiśle, ziemię chełmińską i ziemię lubawską oraz część Krajny. Inspiracją dla strajków pomorskich były wcześniejsze działania dzieci w prowincji wielkopolskiej, ze słynnym strajkiem we Wrześni (1901) na czele.